# Take Action Tour
Take Action Tour es un festival de rock alternativo que se celebra de manera anual cada primavera y que lucha contra el suicidio juvenil, tratando de concienciar a la población y, últimamente, luchando contra este problema.
El festival fue creado por Hopeless Records y su filial Sub City Records, que donan una parte de la entrada a esta causa.

## Tour 2002[3]
- Jimmy Eat World
- The International Noise Conspiracy
- Poison the Well
- The Bouncing Souls
- Anti-Flag
- Thursday
- The Promise Ring
- Common Rider
- Lawrence Arms
- Snapcase
- Cursive
- Coheed And Cambria
- Wau Wau Sisters
- Le Tigre
- Northern State

## Tour 2003[4][5]
- Poison The Well
- Dillinger Escape Plan
- Further Seems Forever
- Eighteen Visions
- Shai Hulud
- Since By Man
- Avenged Sevenfold
- This Day Forward
- Shadows Fall
- Throwdown
- Himsa
- These Arms Are Snakes

## Tour 2005
- Sugarcult
- The Early November
- Hawthorne Heights
- Head Automatica
- Hopesfall
- Gym Class Heroes
- Maxeen
- Melee
- Plain White T's
- Anberlin
- Don't Look Down

## Tour 2006[6]
- Matchbook Romance
- Silverstein
- The Early November
- Chiodos
- Amber Pacific
- Paramore
- Man Alive
- I Am Ghost
- We Are The Fury
- Hit the Lights
- Roses Are Red

## Tour 2007
- The Red Jumpsuit Apparatus
- Emery
- Scary Kids Scaring Kids
- A Static Lullaby
- Kaddisfly
- Rise Against

## Tour 2008
- Every Time I Die
- From First To Last
- The Bled
- August Burns Red
- The Human Abstract